# Poche de Breskens

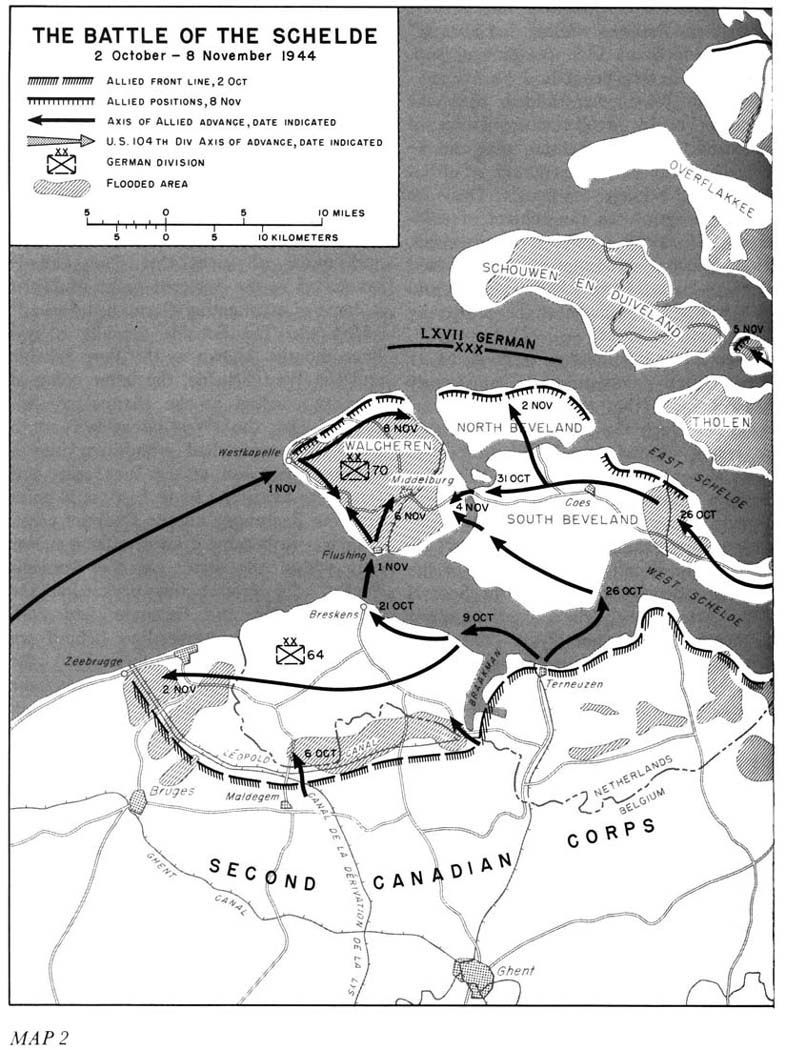
Plan de la bataille de l'Escaut du 2 oct. au 8 nov. 1944, mettant en évidence la poche de Breskens (au milieu en bas).

La poche de Breskens est une poche de résistance fortifiée allemande qui résista à la Première Armée canadienne durant la bataille de l'Escaut en octobre et novembre 1944, lors de la Seconde Guerre mondiale. Elle était située sur la rive sud de l'estuaire de l'Escaut dans le sud des Pays-Bas, près de la frontière belge. Elle a été nommée d'après la ville de Breskens, qui fut libérée de l'occupation allemande au cours de l'opération Switchback.

## Monuments
Dans la ville de Bréda, outre le cimetière, la Generaal MaczekStraat a été ainsi baptisée en souvenir des libérateurs de la division blindée polonaise et de leur chef le général Stanislaw Maczek. Dans le parc Wilhelmina, plusieurs monuments rappellent les liens d'amitié avec la Pologne. Un char Panther détruit au cours des combats pour la libération de la ville trône à l'entrée du parc. Plus loin, un monument représente un aigle polonais terrassant l'aigle prussien.